# Burgstall Winken
Der Burgstall Winken ist eine abgegangene mittelalterliche Höhenburg bei 625 m ü. NN auf einer Hangterrasse über dem Hirschbach bei dem heutigen Wohnplatz Röthardt (Stadtbezirk Wasseralfingen) der Stadt Aalen im Ostalbkreis in Baden-Württemberg.

## Geschichte
Die Burg, von der keine urkundlichen Überlieferungen bekannt sind, wurde von den Herren von Winken, die sich auch als von den Winken und von Winkental bezeichneten, erbaut. Ulrich von Winkenthal schlug die geistliche Laufbahn ein und war von 1413 bis 1420 Propst des Augustiner-Chorherrenstifts Backnang. Später sind sie als Bürger der Stadt Aalen nachgewiesen. Im Jahr 1439 verkauft Fritz von Winkental den Sauerhof in der damaligen Gemeinde Hohenstaufen. 1481 erhält Georg von Winkental das Schloss Urbach zu Lehen, das er 1501 wieder verkauft.

## Beschreibung
Die zweiteilige Burganlage in Hangspornlage teilte sich in eine 33 mal 40 Meter große Kernburg und in eine südlich davon gelegene 30 mal 45 Meter großen Vorburg auf. Die Vorburg oder Vorbefestigung wird durch einen gerade verlaufenden Graben mit dahinterliegenden und verflachten Wall vom Vorgelände abgeschnitten. Bauliche Überreste von einstigen Gebäuden sind dort nicht mehr zu erkennen. Zur Kernburg wird dieser Bereich durch einen zweiten, winkelförmig verlaufenden Abschnittsgraben begrenzt. Dieser Graben ist drei bis vier Meter tief und verläuft vom Berghang im Westen aus gerade nach Osten, biegt nach etwa 40 Meter nach Norden um und endet wiederum am Hang. An beiden Grabenenden sind noch Abraumhügel zu sehen, Zeichen der künstlichen Herkunft des Grabens.
Die Kernburg, deren Zugang wohl an der Südwestecke lag, weist an ihrer Westseite eine Geländestufe auf, möglicherweise befand sich hier ein Burghof. Eine weitere, kleinere Geländestufe im Norden der Kernburg könnte auf einen Zwinger hindeuten. Die einzigen Hinweise die auf frühere Gebäude deuten, sind ein Schutthügel am Ostrand und eine sieben mal neun Meter messende und 3,5 Meter tiefe Geländemulde an der Nordwestecke der Kernburg.

## Galerie

Wappen der Winkentaler nach Gustav Adelbert Seyler
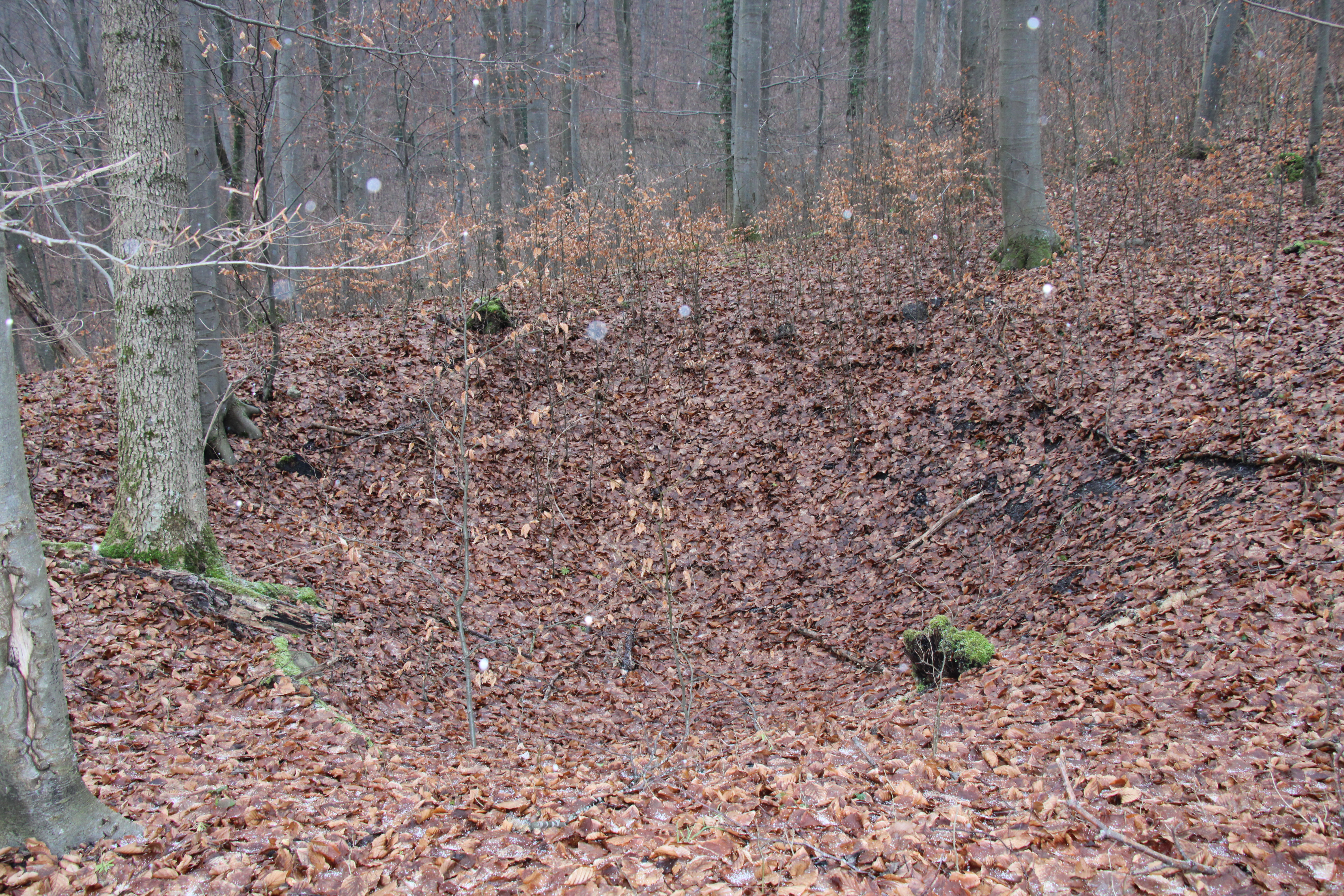
Geländemulde
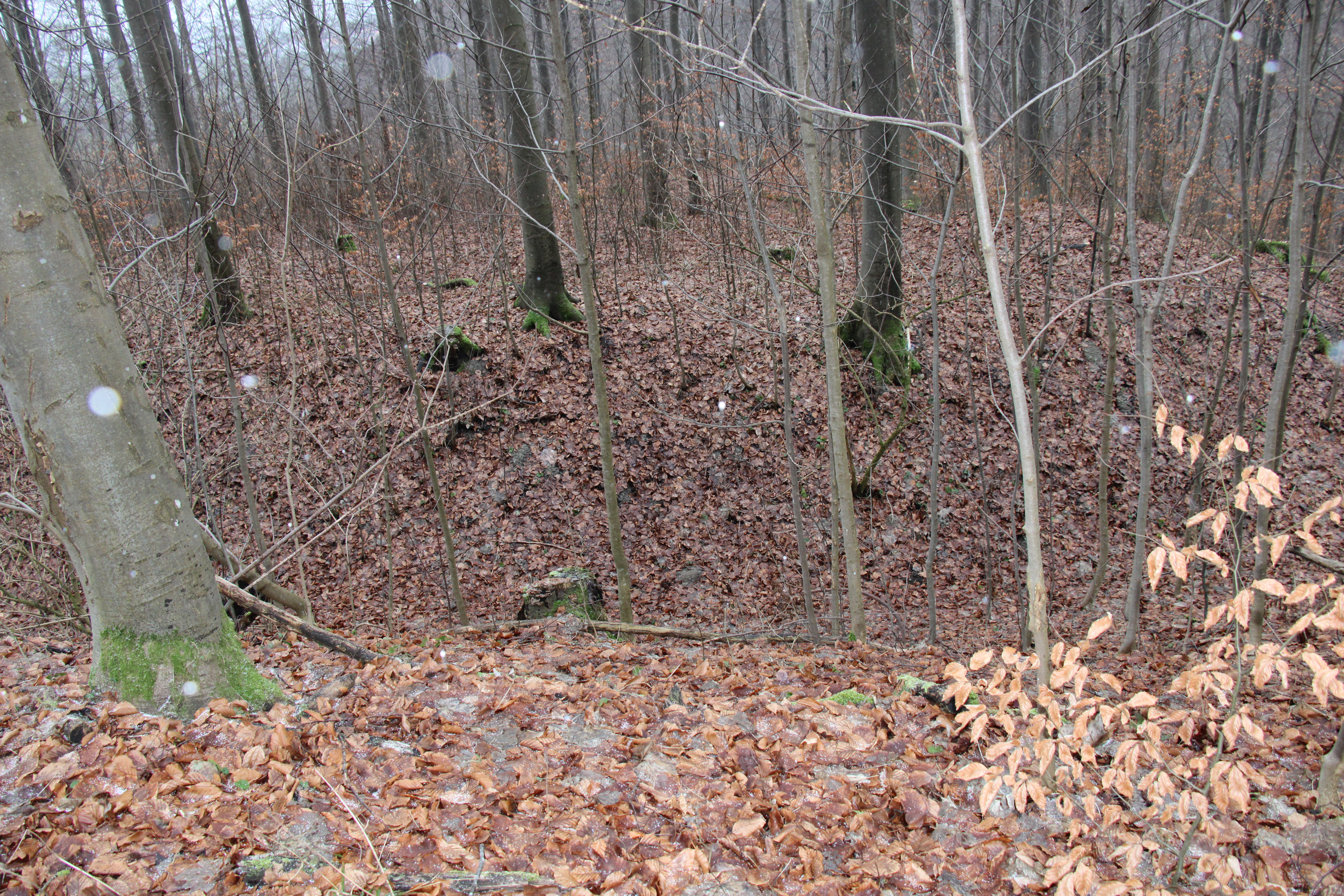
Graben